# Amber Riley
Amber Patrice Riley, född 15 februari 1986, är en amerikansk skådespelare och sångerska mest känd för rollen som Mercedes Jones i  TV-serien Glee.

## Tidig karriär
Riley gick på audition för American Idol men fick avslag av producenterna. Amber tog examen från La Mirada High School, La Mirada, Kalifornien under 2004. 2007 gick Riley på audition för rollen som Effie i filmen Dreamgirls, men fick inte rollen på grund av sin ålder. 

## Glee
Riley spelade mellan 2009 och 2015 rollen som Mercedes i TV-serien Glee. Hon har sjungit flera solos, bland annat "Bust Your Windows", "Hate on Me", "And I Am Telling You I'm Not Going" och "Beautiful". Hennes karaktär tar sig igenom skoldagarna med hennes 'diva-stil' och snygga kläder. Ambers mamma, Tiny, var en av medlemmarna av kören som Mercedes dansar med i låten "Like a Prayer" under det 15:e avsnittet av den första säsongen, The Power of Madonna. 
Hon fick äran att sjunga för Amerikas president Barack Obama, där hon senare kommenterade att det möjligen var "minuten som gjorde hennes liv fullbordat".